# Wereldkampioenschappen shorttrack 2012
De wereldkampioenschappen shorttrack 2012 werden van 9 tot en met 11 maart 2012 gehouden in het Shanghai Oriental Sports Center in Shanghai.
Er waren in het totaal tien wereldtitels te vergeven. Voor zowel de mannen als de vrouwen ging het om de 500 meter, de 1000 meter, de 1500 meter, het allroundklassement, en de aflossing.

## Medailles

### Mannen
| Onderdeel         | Goud | Goud                                                                                   | Zilver | Zilver                                                          | Brons | Brons                                           |
| ----------------- | ---- | -------------------------------------------------------------------------------------- | ------ | --------------------------------------------------------------- | ----- | ----------------------------------------------- |
| 500m              | CAN  | Olivier Jean                                                                           | CAN    | Charles Hamelin                                                 | KOR   | Kwak Yoon-gy                                    |
| 1000m             | KOR  | Kwak Yoon-gy                                                                           | KOR    | Noh Jin-kyu                                                     | CAN   | Charles Hamelin                                 |
| 1500m             | KOR  | Noh Jin-kyu                                                                            | KOR    | Kwak Yoon-gy                                                    | KOR   | Sin Da-woon                                     |
| 3000m superfinale | KOR  | Kwak Yoon-gy                                                                           | KOR    | Noh Jin-kyu                                                     | KOR   | Sin Da-woon                                     |
| Klassement        | KOR  | Kwak Yoon-gy                                                                           | KOR    | Noh Jin-kyu                                                     | CAN   | Olivier Jean                                    |
| Aflossing         | CAN  | Charles Hamelin Guillaume Bastille François-Louis Tremblay Olivier Jean Liam McFarlane | NED    | Niels Kerstholt Daan Breeuwsma Freek van der Wart Sjinkie Knegt | KOR   | Kwak Yoon-gy Lee Ho-suk Noh Jin-kyu Sin Da-woon |

### Vrouwen
| Onderdeel         | Goud | Goud                                      | Zilver | Zilver                                                  | Brons | Brons                                            |
| ----------------- | ---- | ----------------------------------------- | ------ | ------------------------------------------------------- | ----- | ------------------------------------------------ |
| 500m              | CHN  | Fan Kexin                                 | ITA    | Arianna Fontana                                         | USA   | Lana Gehring                                     |
| 1000m             | KOR  | Cho Ha-ri                                 | CHN    | Li Jianrou                                              | CAN   | Valérie Maltais                                  |
| 1500m             | CHN  | Li Jianrou                                | CHN    | Liu Qiuhong                                             | CAN   | Marie-Eve Drolet                                 |
| 3000m superfinale | CAN  | Valérie Maltais                           | ITA    | Arianna Fontana                                         | CAN   | Marie-Eve Drolet                                 |
| Klassement        | CHN  | Li Jianrou                                | CAN    | Valérie Maltais                                         | ITA   | Arianna Fontana                                  |
| Aflossing         | CHN  | Liu Qiuhong Kong Xue Fan Kexin Li Jianrou | USA    | Lana Gehring Jessica Smith Emily Scott Tamara Frederick | KOR   | Cho Ha-ri Choi Jung-won Son Soo-min Lee Eun-byul |

### Medailleklassement
| Plaats | Land             | Goud | Zilver | Brons | Totaal |
| 1      | Zuid-Korea       | 4    | 3      | 4     | 11     |
| 2      | China            | 4    | 2      | 0     | 6      |
| 3      | Canada           | 2    | 2      | 4     | 8      |
| 4      | Italië           | 0    | 1      | 1     | 2      |
| 4      | Verenigde Staten | 0    | 1      | 1     | 2      |
| 6      | Nederland        | 0    | 1      | 0     | 1      |
| Totaal | Totaal           | 10   | 10     | 10    | 30     |

## Eindklassementen

### Mannen
| #      | Schaatser          | Land       | Punten |
| ------ | ------------------ | ---------- | ------ |
| Goud   | Kwak Yoon-gy       | Zuid-Korea | 102    |
| Zilver | Noh Jin-kyu        | Zuid-Korea | 76     |
| Brons  | Olivier Jean       | Canada     | 52     |
| 4      | Charles Hamelin    | Canada     | 42     |
| 5      | Sin Da-woon        | Zuid-Korea | 26     |
| 6      | Sjinkie Knegt      | Nederland  | 11     |
| 7      | Robert Seifert     | Duitsland  | 10     |
| 8      | Vladimir Grigorev  | Rusland    | 7      |
| 9      | Guillaume Bastille | Canada     |        |
| 10     | Gong Qiuwen        | China      |        |

### Vrouwen
| #      | Schaatser        | Land                | Punten |
| ------ | ---------------- | ------------------- | ------ |
| Goud   | Li Jianrou       | China               | 60     |
| Zilver | Valérie Maltais  | Canada              | 47     |
| Brons  | Arianna Fontana  | Italië              | 44     |
| 4      | Cho Ha-ri        | Zuid-Korea          | 42     |
| 5      | Fan Kexin        | China               | 35     |
| 6      | Liu Qiuhong      | China               | 28     |
| 7      | Marie-Ève Drolet | Canada              | 26     |
| 8      | Lana Gehring     | Verenigde Staten    | 16     |
| 9      | Olga Beljakova   | Rusland             | 8      |
| 10     | Elise Christie   | Verenigd Koninkrijk | 8      |